# BGL Luxembourg Open 2011
BGL Luxembourg Open 2011 - жіночий професійний тенісний турнір, що проходив на кортах з твердим покриттям. Це був 16-й за ліком BGL Luxembourg Open. Проходив у рамках Туру WTA 2011. Відбувся в Люксембург (Люксембург). Тривав з 17 до 23 жовтня 2011 року. Вікторія Азаренко здобула титул в одиночному розряді.

## Переможниці та фіналістки

### Одиночний розряд
Вікторія Азаренко —  Моніка Нікулеску 6–2, 6–2
- Для Азаренко це був третій титул за сезон і 8-й - за кар'єру.

### Парний розряд
Івета Бенешова /  Барбора Стрицова —  Луціє Градецька /  Катерина Макарова 7–5, 6–3

## Учасниці

### Сіяні учасниці
| Країна     | Гравчиня               | Рейтинг1 | Сіяна |
| ---------- | ---------------------- | -------- | ----- |
| Білорусь   | Вікторія Азаренко      | 3        | 1     |
| Росія      | Анастасія Павлюченкова | 15       | 2     |
| Німеччина  | Сабіне Лісіцкі         | 17       | 3     |
| Італія     | Флавія Пеннетта        | 18       | 4     |
| Сербія     | Ана Іванович           | 20       | 5     |
| Німеччина  | Юлія Гергес            | 21       | 6     |
| Росія      | Марія Кириленко        | 24       | 7     |
| Словаччина | Даніела Гантухова      | 25       | 8     |

- 1 Рейтинг подано станом на 10 жовтня 2011.

### Інші учасниці
Нижче наведено учасниць, які отримали вайлдкард на участь в основній сітці:
- Анджелік Кербер
- Анна Кремер
- Менді Мінелла

Нижче наведено гравчинь, які пробились в основну сітку через стадію кваліфікації:
- Александра Каданцу
- Енн Кеотавонг
- Карін Кнапп
- Бібіана Схофс

Нижче наведено гравчинь, які потрапили в основну сітку як щасливий лузер:
- Луціє Градецька